# Port morski Qingdao
Port Qingdao – port morski nad Morzem Żółtym w pobliżu Qingdao w prowincji Szantung w Chinach. Jest jednym z największych portów kontenerowych na świecie.
Port Qingdao składa się z czterech obszarów, które ze względu na swoje rozmiary często nazywane są portami: Dagang, Qianwan, port naftowy Huangdong i Dongjiakou, ten ostatni znajduje się 40 kilometrów na południe od Qingdao.